# Tošo Stanoeski
Tošo Stanoeski (* 26. Juni 1993) ist ein nordmazedonischer Skilangläufer und Biathlet.
Tošo Stanoeski, Zwillingsbruder von Toni Stanoeski, startet für Olimpic Skii. Seit 2010 startet er in internationalen Rennen im Skilanglauf, beginnend mit Rennen im Balkan Cup und FIS-Rennen. Erste internationale Meisterschaften wurden die Nordischen Skiweltmeisterschaften 2011 in Oslo, wo er als 117. in der Qualifikation für den Finaldurchgang im Freistil-Sprint scheiterte. Auch in den nächsten Jahren trat er jeweils bei einem Rennen der Nordischen Skiweltmeisterschaften an: 2015 wurde er in Falun über die Klassik-Sprint-Strecke 112. 2013 startete er im Fleimstal über 15 Kilometer Freistil und belegte Platz 139.
Auch im Biathlonsport tritt Stanoeski seit 2010 in internationalen Rennen an. In Nové Město na Moravě startete er im Rahmen der Juniorenrennen der Sommerbiathlon-Weltmeisterschaften 2010 erstmals bei internationalen Biathlon-Meisterschaften und gab zugleich sein internationales Debüt. Er wurde 32. des Sprints, das Verfolgungsrennen beendete er nicht. Seit 2013 nimmt er an Rennen des IBU-Cups teil. Sein erstes Sprintrennen in Ostrow beendete er als 82. Erst 2015 konnte Stanoeski sein bestes Ergebnis auf einen 75. Rang in einem Sprint in Osrblie verbessern. Erste Meisterschaften bei den Männern wurden kurz zuvor die Biathlon-Europameisterschaften 2015 in Otepää, wo Stanoeski 95. des Einzels, 96. des Sprints und mit Gjorgji Icoski, seinem Bruder Toni und Sote Andreeski 21. im Staffelrennen wurde. Als einziger Läufer musste er das Rennen vor dem letzten Schießen als überrundeter Schlussläufer der überrundeten Staffel beenden.